# Alla ricerca di Lincoln
Alla ricerca di Lincoln è un romanzo di Wilson Tucker pubblicato per la prima volta in Italia nel 1960 nella collana I Romanzi del Cosmo dalla casa editrice Ponzoni Editore. Lo stesso libro è stato poi edito nel 1983 dalla Editrice Nord con il titolo Alla ricerca di Lincoln.

## Trama
Anno 2758, America: l'umanità non ha imparato a viaggiare nello Spazio ma riesce a muoversi nel Tempo. La "Seconda Rivoluzione" ha cancellato dalla memoria collettiva interi secoli di storia dell'uomo. Esiste però un gruppo di persone, denominato "Sezione Ricerche Temporali" che si occupano del recupero di cimeli storici in cambio di lauti pagamenti. Ben Steward è uno dei Personaggi più apprezzati, ed allo stesso tempo controversi, il cui compito consiste nell'attraversare le epoche passate per soddisfare le richieste dei clienti. Il lavoro dei "Personaggi", archeologi-avventurieri a cavallo del Tempo, implica un'attenzione costante al fine di non turbare i delicati meccanismi dello Spazio-Tempo: essi devono visitare il mondo passato, evitando accuratamente di interferire nel naturale svolgimento della Storia.
A Ben Steward viene assegnata una nuova missione che consiste nel registrare un discorso pronunciato quasi dieci secoli prima. Si tratta del discorso tenuto da Abramo Lincoln il 29 maggio 1856 a Bloomington (Illinois). Un discorso fondamentale per la successiva storia degli Stati Uniti d'America, conservato nell'entusiastico racconto di alcuni testimoni oculari ma mai conosciuto nella sua interezza.
Steward, accompagnato nella missione da altri tre Personaggi, si ritrova dunque catapultato nel 1856, in un'America che è profondamente diversa da quella posteriore in cui vive: un'America di frontiera, violenta ed avventurosa, opposta alla società rigida ed oppressiva, antiutopistica, da cui proviene. L'intreccio del romanzo si complica nel momento in cui i tecnici addetti al lancio nel Tempo commettono alcuni (lievi) errori di calcolo, ed alla fine una parte della missione viene compiuta, anche se qualcosa, o meglio, qualcuno, rimane indietro.
La narrazione di Tucker gioca proprio sul rapporto dicotomico tra le due Americhe (o visioni dell'America) e sul carattere del protagonista che, come in altri romanzi di Tucker, non assume i contorni dell'eroe positivo tout court, mostrando invece le contraddizioni, le paure, gli errori tipici dell'essere umano in quanto tale.

## Edizioni
- Wilson Tucker, Alla ricerca di Lincoln, traduzione di Gabriele Tamburini, collana Cosmo, volume n.133, Editrice Nord, 1983,  p. 140.